# 163P/NEAT
163P/NEAT è una cometa periodica appartenente alla famiglia delle comete gioviane. Scoperta il 5 novembre 2004 dal programma NEAT è stata numerata a tempo di record dopo poco più di due mesi dalla sua scoperta grazie alla scoperta di immagini relative ai due precedenti passaggi al perielio.

## Orbita
Attualmente la cometa non ha una MOID particolarmente stretta col pianeta Giove ma in un prossimo futuro la MOID tra i due corpi celesti scenderà fino a permettere un incontro ravvicinato il 17 novembre 2114 a sole 0,117 UA.